# گلدلوخسپیتز
گلدلوخسپیتز (به لاتین: Goldlochspitz) یک کوه در لیختن‌اشتاین است که در لیختن‌اشتاین واقع شده‌است. گلدلوخسپیتز ۲٬۱۱۰ متر بالاتر از سطح دریا واقع شده‌است.